# Alexander Edezath
Alexander Edezath (* 26. Oktober 1904 in Kumbalanghi, Britisch-Indien; † 21. August 1979) war Bischof von Cochin.

## Leben
Alexander Edezath empfing am 20. Dezember 1935 das Sakrament der Priesterweihe.
Am 19. Juni 1952 ernannte ihn Papst Pius XII. zum Bischof von Cochin. Der Patriarch von Lissabon, Manuel Kardinal Gonçalves Cerejeira, spendete ihm am 7. Dezember desselben Jahres die Bischofsweihe; Mitkonsekratoren waren der Erzbischof von Goa und Daman, José da Costa Nunes, und der Koadjutorerzbischof von Goa und Daman, José Vieira Alvernaz.
Am 29. August 1975 trat Alexander Edezath als Bischof von Cochin zurück.